# Ritaebang
Ritaebang is een bestuurslaag in het regentschap Flores Timur van de provincie Oost-Nusa Tenggara, Indonesië. Ritaebang telt 1415 inwoners (volkstelling 2010).